# تجمع بالفيف (رماة)
'

تعديل مصدري - تعديل

تجمع بالفيف هي إحدى قرى عزلة رماة بمديرية رماة التابعة لمحافظة حضرموت، بلغ تعداد سكانها 32 نسمة حسب تعداد اليمن لعام 2004.